# Orlja Glava
Orlja Glava (en serbe cyrillique : Орља Глава) est un village de Serbie situé sur le territoire de la ville de Kraljevo, district de Raška. Au recensement de 2011, il comptait 73 habitants.

## Démographie
| 1948 | 1953 | 1961 | 1971 | 1981 | 1991 | 2002 | 2011 |
| ---- | ---- | ---- | ---- | ---- | ---- | ---- | ---- |
| 604  | 602  | 571  | 421  | 276  | 183  | 131  | 73   |

|  |